# We Are the World (album)
Pour la chanson, voir We Are the World.
Singles
1. We Are the World
Sortie : 1985
2. Tears Are Not Enough
Sortie : 1985

We Are the World est un album caritatif de divers artistes américains sorti en 1985 et destiné à récolter des fonds pour lutter contre la famine en Éthiopie. Il contient la chanson-titre We Are the World, interprétée par le supergroupe USA for Africa, ainsi que neuf titres inédits de plusieurs artistes.
We Are the World a été nommé pour le Grammy Award de l'album de l'année en 1986. 

## Accueil
L'album s'est vendu à plus de trois millions d'exemplaires et a atteint la première place de plusieurs classements musicaux. Selon le magazine Billboard, le 27 avril 1985, l'album a atteint la place de numéro un en seulement deux semaines, quelque chose qui n'avait été accompli auparavant que par les Beatles et les Rolling Stones.

## Liste des titres
Face A
1. USA for Africa - We Are the World – 7:02
2. Steve Perry - If Only for the Moment, Girl – 3:44
3. The Pointer Sisters - Just a Little Closer – 3:53
4. Bruce Springsteen and The E-Street Band - Trapped (live) – 5:11

Face B
1. Northern Lights - Tears Are Not Enough – 4:21
2. Prince and The Revolution - 4 the Tears in Your Eyes – 2:45
3. Chicago - Good for Nothing – 3:35
4. Tina Turner - Total Control – 3:38
5. Kenny Rogers - A Little More Love – 2:54
6. Huey Lewis and the News - Trouble in Paradise (live) – 4:34

NoteNorthern Lights est un supergroupe qui est l'équivalent canadien de USA for Africa. Il est composé essentiellement de chanteurs anglophones (Bryan Adams, Neil Young, Joni Mitchell, Corey Hart, etc). Trois artistes francophones sont néanmoins présents : Véronique Béliveau, Robert Charlebois et Claude Dubois.

## Classements et certifications
| Classement (1985)             | Meilleure place |
| ----------------------------- | --------------- |
| Allemagne (Media Control AG)  | 8               |
| Autriche (Ö3 Austria Top 40)  | 5               |
| États-Unis (Billboard 200)    | 1               |
| France (SNEP)                 | 1               |
| Norvège (VG-lista)            | 1               |
| Nouvelle-Zélande (RIANZ)      | 6               |
| Pays-Bas (Mega Album Top 100) | 1               |
| Royaume-Uni (UK Albums Chart) | 31              |
| Suède (Sverigetopplistan)     | 4               |
| Suisse (Schweizer Hitparade)  | 1               |

| Pays                    | Certification | Unités certifiées |
| ----------------------- | ------------- | ----------------- |
| États-Unis (RIAA)       | 3 × Platine   | 3 000 000         |
| Nouvelle-Zélande (RMNZ) | Platine       | 15 000            |